# كلاريثروميسين
الكلاريثروميسين (بالإنجليزية: Clarithromycin)‏ هو مضاد حيوي من نوع ماكرولايد المستخدم لعلاج التهاب البلعوم، التهاب اللوزتين الحاد، التهاب الجيوب الأنفية الفكي العلوي الجرثومي، الحد من تفاقم التهاب القصبات المزمن، الالتهاب الرئوي (وخاصة الالتهاب الرئوي اللانمطي المرتبطة الكلاميديا الرئوية أو الطوار TWAR)، والتهابات بنية الجلد، ومنع ومعالجة فيروس العوز المناعي البشري والإيدز للمرضى، ونشر المتفطرة avium المعقدة (ماك). بالإضافة إلى ذلك، فإنه يستخدم أحيانا لعلاج داء الفيالقة وداء لايم.
كلاريثروميسين متوفر تحت أسماء تجارية عدة، على سبيل المثال Crixan، Biaxin، Klaricid، Klabax، Claripen، Claridar، Fromilid، Clacid، Vikrol، وinfex.

## التاريخ
تم ابتكار الكلاريثروميسين من قبل باحثين في شركة الأدوية اليابانية تايشو في عام 1980. ظهر المنتج بفضل الجهود المبذولة لتطوير نسخة من المضاد الحيوي الإريثروميسين الذي لم يعاني من عدم استقرار الحمض في الجهاز الهضمي، مما تسبب في آثار جانبية، مثل الغثيان وآلام المعدة. قدمت تايشو طلبا لحماية براءة اختراع للدواء حوالي عام 1980 ثم طرحت بعد ذلك نسختها التجارية باسم "كلاريث" في السوق اليابانية في عام 1991. في عام 1985، تعاونت تايشو مع الشركة الأمريكية "مختبرات آبوت" للحصول على حقوق الدولية، وحصلت شركة آبوت أيضًا على موافقة إدارة الأغذية والأدوية على دواء البياكسين في أكتوبر 1991. أصبح الدواء عامًا في أوروبا في عام 2004 وفي الولايات المتحدة في منتصف 2005.

## آلية العمل
يمنع كلاريثروميسين البكتيريا من التكاثر عن طريق العمل كمثبط لتكوين البروتين. حيث يرتبط بالرنا الريبوسومي 23S، وهو مكون من الوحدة الفرعية 50S من الريبوسوم البكتيري، وبالتالي يمنع ترجمة الببتيدات.

## الحركية الدوائية
على عكس الإريثروميسين، يعتبر كلاريثروميسين مستقرًا للأحماض، لذلك يمكن تناوله عن طريق الفم دون الحاجة إلى حمايته من أحماض المعدة. يتم امتصاصه بسهولة وينتشر في معظم الأنسجة والخلايا البلعمية. بسبب التركيز العالي في البالعات، يتم نقل كلاريثروميسين بنشاط إلى موقع العدوى. أثناء البلعمة النشطة، يتم إطلاق تركيزات كبيرة من كلاريثروميسين؛ يمكن أن يكون تركيزه في الأنسجة أعلى بعشر مرات من البلازما. وقد تم العثور على تركيزات أعلى في الكبد وأنسجة الرئة والبراز.

## عملية التمثيل الغذائي
لدى كلاريثروميسين تمثيل غذائي سريع إلى حد ما في الكبد. تشتمل نواتج أيضه الرئيسية على مستقلب غير نشط، نيترو-ديسميثيل كلاريثروميسين، ومستقلب نشط، 14- (R)-هيدروكسيكلاريثروميسين. بالمقارنة مع كلاريثروميسين، فإن 14- (R) -هيدروكسيكلاريثروميسين أقل فاعلية ضد السل المتفطّر ومركب المتفطرة الطيفي. يفرز كلاريثروميسين (20٪ -40٪) ومستقلبه النشط (10٪ -15٪) في البول. من بين جميع الأدوية في فئته، يحتوي كلاريثروميسين على أفضل توافر حيوي بنسبة 50%، مما يجعله قابلاً للإعطاء عن طريق الفم. عمر النصف له حوالي 3 إلى 4 ساعات مع 250 مجم تدار كل 12 ساعة، ولكنها تزداد إلى 5 إلى 7 ساعات مع 500 مجم تدار كل 8 إلى 12 ساعة. مع أي من أنظمة الجرعات هذه، يتم تحقيق تركيز الحالة المستقرة لهذا المستقلب بشكل عام في غضون 3 إلى 4 أيام.

## الآثار الجانبية
معظم الآثار الجانبية الشائعة هي الجهاز الهضمي: الإسهال، والغثيان، والتهيج الشديد وآلام البطن والقيء وتورم في الوجه. والآثار الجانبية الأقل تاثيرا والشائعة تشمل الصداع، والدوخة / دوار الحركة، والطفح الجلدي، والتعديلات في حواس الشم والذوق، بما في ذلك طعم معدني الذي يستمر بأكمله مرة واحدة عند أخذ العقار. وأيضا جفاف الفم، والقلق، الهلوسة، والكوابيس. في الحالات الأكثر خطورة كما كان من المعروف أن يسبب اليرقان، واضطرابات في الكبد وغيرها، بما في ذلك مشاكل في الكلى والفشل الكلوي. عدم انتظام ضربات القلب، ألم في الصدر وضيق في التنفس كما تم الإبلاغ في حين أخذ هذا الدواء.
والكلاريثروميسين قد يسبب ايجابيات كاذبة على شاشات البول لمخدرات للكوكايين.
الآثار الضارة للكلاريثروميسين في الجهاز العصبي المركزي وتشمل الدوخة، وتسميم أذني، والصداع، والهذيان والهوس ولكن أيضا آثار جانبية غير مالوفة.
عندما اخذت مع بعض الستاتين، والأدوية المستعملة لخفض مستويات الكوليسترول في مصل الدم، قد يحدث ألم في العضلات.

## الاحتياطات الخاصة
الحساسية يمكن أن تحدث مع استخدام الكلاريثروميسين. الأشخاص الذين لديهم تاريخ من الحساسية والربو وحمى القش أو خلايا النحل ويبدو أنهم أكثر عرضة لردود هذه الافعال، وأنها عادة ما أوصت بتجنب استخدام [بحاجة لمصدر] الكلاريثروميسين. [بحاجة لمصدر] ويمكن أن يكون رد فعل فورية وحادة.
وتشمل أعراض الحساسية الهلوسة، والصفير، وخلايا النحل، حكة، تورم، تشنجات في الحنجرة وأنابيب التنفس وتورم في الوجه والرقبة والمفاصل والعضلات وصعوبة في التنفس، والحمى والطفح الجلدي. الطفح الجلدي ويمكن أن تتراوح في شدتها، في معظم الحالات الخطيرة التي انحلال البشرة السمي النخري ومتلازمة ستيفنز جونسون. الغثيان والقيء ليست من أعراض الحساسية.
يجوز ان يخفض الكلاريثروميسين وظيفة حبوب منع الحمل، وبالتالي، يجب استخدام بديل لتحديد النسل.

## الوقاية
كثير من ميكروبات الغرام الإيجابية يتطور بسرعة لمقاومة الكلاريثروميسين بعد دورات معيار المعاملة، في معظم الأحيان عن طريق اقتناء وإدارة مخاطر المؤسسات (ب) الجينات، مما يضفي على مستوى عال لمقاومة جميع s. نوع ماكرولايد 

## موانع
كلاريثروميسين ينبغي أن تستخدم بحذر إذا كان المريض يعاني من مرض في الكبد أو الكلى ومشاكل في القلب معينة (مثلا، كيو تي إطالة أو بطء)، أو اختلال بالكهرباء (على سبيل المثال، أو انخفاض مستويات البوتاسيوم والمغنيسيوم). العديد من الأدوية الأخرى يمكن أن تتفاعل مع الكلاريثروميسين، وهو السبب في أن الطبيب يجب أن يكون لدية علم بالعقاقير الأخرى التي يتعاطها المريض بشكل متزامن.
كلاريثروميسين تقريبا لم تستخدم قط في مرضى فيروس نقص المناعة البشرية نتيجة للتفاعل كبير مع فيروس نقص المناعة البشرية.

## العقاقير باستخدام clarithromycin
في الولايات المتحدة الاميريكية يتوفر كلاريثروميسين من Andrx، Genpharm، Ivax، ranbaxy، laboratories، roxane، sandoz، Tevaكما أنها تستخدم كجزء من العلاج المركب لعلاج الملوية البوابية. في الشرق الأوسط كان متوفرا كما Claridar، التي تنتجها شركة دار الدواء. في الهند، Acnesol - ندهولم هلام، التي تحتوي على 1 ٪ ث / ث كلاريثروميسين، قبل تسويقها Systopic، ويستخدم لعلاج حب الشباب.